# Невски залив
Невският залив (на руски: Невская губа) е морски залив, най-източната част на Финския залив на Балтийско море, част от териториалните води на Русия. Има площ 329 km².
Разположен е между остров Котлин и делтата на река Нева, в която се намира град Санкт Петербург. Отделен е от останалата част от Финския залив чрез Комплекса от защитни съоръжения на Санкт Петербург от наводнения – стена, изградена между 1978 и 2011 година.